# マックスバリュ今治阿方店
マックスバリュ今治阿方店（マックスバリュいまばりあがたてん）は、株式会社フジの運営する食品スーパーに一部テナント入居する大型店である。

## 概要
2006年11月21日にマックスバリュ西日本（現：フジ）が愛媛県内初出店となる「マックスバリュ今治阿方店」としてオープンした。マックスバリュ今治阿方店とテナントで構成する「イオン今治阿方ショッピングセンター」として展開している。
施設内は主に3棟の建物で構成されており、マックスバリュの他レデイ薬局や大創産業、宮脇書店などがテナントとして出店している。

## テナント

### 主なテナント
- マックスバリュ今治阿方店
- ダイソー（大創産業）
- 宮脇書店
- レデイ薬局
- ATMコーナー
  - 伊予銀行
  - 愛媛銀行
  - 愛媛信用金庫

## 周辺
- 今治市立乃万小学校
- 今治明徳短期大学
- 今治明徳中学校・高等学校矢田分校
- 越智今治農業協同組合 乃万支店・営農経済事業本部

## アクセス
- 瀬戸内運輸（せとうちバス）「阿方バス停」より徒歩で約2分。